# Ringe Kommune
| Strukturdaten       | Strukturdaten           |
| ------------------- | ----------------------- |
| Sitz der Verwaltung | Ringe                   |
| Fläche              | 153,95 km²              |
| Einwohner           | 11.269 (2006)           |
| Kommune seit 2007   | Faaborg-Midtfyn Kommune |
| Website             | www.ringe.dk            |

Ringe Kommune war bis Dezember 2006 eine dänische Kommune auf der Insel Fünen im damaligen Fyns Amt. Seit Januar 2007 ist sie zusammen mit  den Kommunen Broby, Faaborg, Ryslinge und Årslev Teil der neugebildeten Faaborg-Midtfyn Kommune.
Ringe Kommune entstand im Zuge der Verwaltungsreform des Jahres 1970 und umfasste folgende Sogn:
- Ringe Sogn (Landgemeinde Ringe)
- Espe Sogn (Landgemeinde Espe)
- Gestelev Sogn (Landgemeinde Gestelev)
- Heden Sogn (Landgemeinde Heden)
- Herringe Sogn (Landgemeinde Herringe)
- Hillerslev Sogn (Landgemeinde Hillerslev)
- Krarup Sogn (Landgemeinde Krarup)
- Sønder Højrup Sogn, Søllinge Sogn und Hellerup Sogn (Landgemeinde Sønder Højrup-Søllinge-Hellerup)
- Vantinge Sogn (Landgemeinde Vantinge)